# Eugenie Sage
Eugenie Meryl Sage (nascuda a Auckland) és una política neozelandesa i diputada de la Cambra de Representants de Nova Zelanda des de les eleccions de 2011. És membre del Partit Verd.

## Inicis
Sage va néixer a Auckland, Nova Zelanda. Va graduar-se amb un LLB i un BA de la Universitat d'Auckland, un diploma en periodisme de la Universitat de Canterbury i un grau en política de la Universitat Victòria de Wellington. Treballà pel Servei Forestal de Nova Zelanda, com a secretària parlamentària i periodista. Entre l'octubre de 2007 i l'octubre de 2010 seria consellera pel consell regional de Canterbury.

## Diputada
| Parlament de Nova Zelanda |      |                |        |        |
| Anys                      | Leg. | Circumscripció | Llista | Partit |
| 2011-actualitat           | 50   | Llista         | 6      | Verd   |

Per a les eleccions generals de 2011 seria candidata pel Partit Verd a la circumscripció electoral de Selwyn. Quedà tercera amb el 10,18% del vot. En trobar-se sisena en la llista electoral del Partit Verd i aquest partit rebre catorze escons, fou elegida com a diputada de llista.

## Vida personal
Sage actualment viu a Diamond Harbour, Canterbury.